# .mil
.mil es un dominio de Internet genérico para el Departamento de Defensa de los Estados Unidos y sus organizaciones subsidiarias. Fue uno de los primeros dominios de Internet, creado en enero de 1985.
Los Estados Unidos es el único país que tiene un dominio de Internet de primer nivel para su ejército. Otros países usan dominios de segundo nivel para este propósito, ej., .mod.uk para el Ministerio de Defensa del Reino Unido.
En El Salvador, Chile, Colombia, Perú, Uruguay, Argentina y Venezuela las webs de las Fuerzas Armadas también poseen el dominio ".mil"